# سيرج واينبرغ
سيرج واينبرغ (بالفرنسية: Serge Weinberg)‏ هو رائد أعمال وشخصية أعمال فرنسي، ولد في 10 فبراير 1951 في بولون-بيانكور في فرنسا.